# Прохладне (Довжанський район)
Прохладне — селище в Україні, у Довжанській міській громаді Довжанського району Луганської області. Населення становить 332 особи.
Знаходиться на тимчасово окупованій території України.

## Історія
12 червня 2020 року, відповідно до Розпорядження Кабінету Міністрів України № 717-р «Про визначення адміністративних центрів та затвердження територій територіальних громад Луганської області», увійшло до складу Довжанської міської громади.
17 липня 2020 року, в результаті адміністративно-територіальної реформи та ліквідації  колишніх Довжанського (1938—2020) та Сорокинського районів, увійшло до складу новоутвореного Довжанського району.

## Населення

### Мова
Розподіл населення за рідною мовою за даними перепису 2001 року:
| Мова       | Кількість | Відсоток |
| ---------- | --------- | -------- |
| російська  | 330       | 99.4%    |
| українська | 2         | 0.6%     |
| Усього     | 332       | 100%     |

За даними перепису 2001 року населення селища становило 332 особи, з них 0,6% зазначили рідною українську мову, а 99,4% — російську.